# Замок Кардиган
Замок Кардиган (англ. Cardigan Castle, валл. Castell Aberteifi) — средневековый замок на реке Тейви в Кардигане, Кередигион, Уэльс. Памятник архитектуры первой степени. Замок датируется концом XI века, но был перестроен в 1244 году. В начале XIX века внутри стен замка была построена оранжерея; она была восстановлена в начале XXI века и открыта для посещения в 2015 году. Кроме того, были проведены работы по укреплению руин замка. Достопримечательность находится в ведении Совета графства Кередигион и теперь включает музей и концертные площадки под открытым небом.

## История

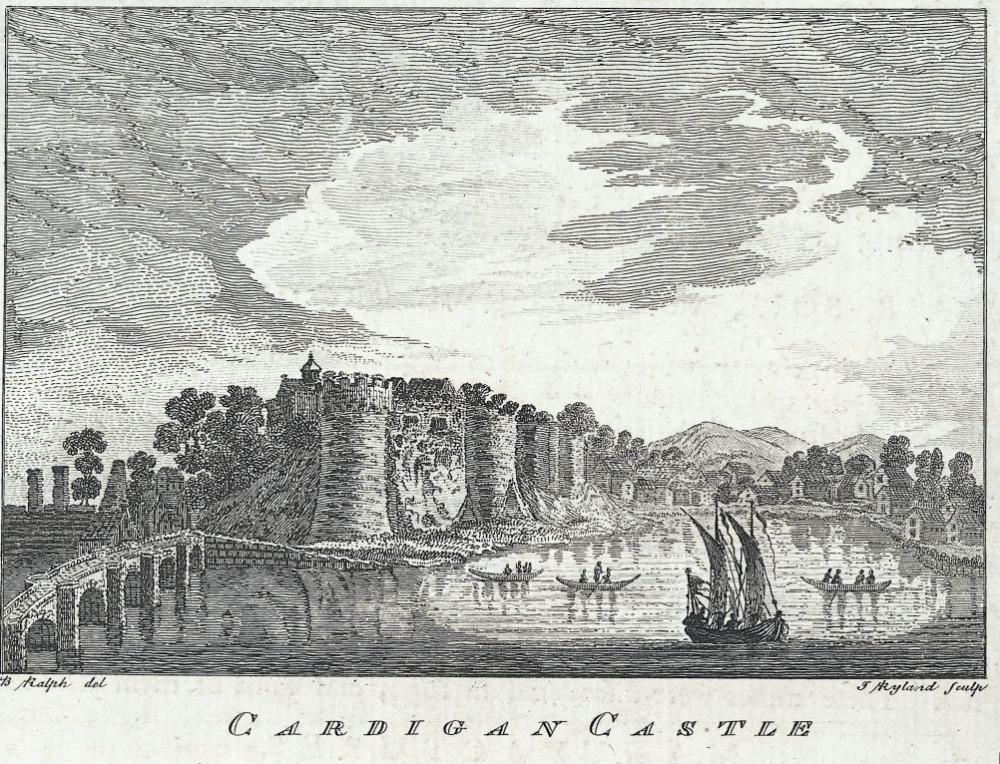
Гравюра середины XVIII века

Первый замок по типу мотт и бейли был построен приблизительно в 1093 году в полутора километрах от нынешнего места, вероятно, одновременно с основанием города нормандским бароном Роджером де Монтгомери.
Следующий замок, предшественник нынешнего, был построен Гилбертом Фитц-Ричардом, 2-м лордом Клер, после того как первый был разрушен. В 1136 году замок унаследовал его сын Гилберт де Клер, 1-й граф Пембрук. В том же году Оуайн ап Грифид нанёс поражение нормандским правителям в городе Кардиган в битве при Криг-Маур. Валлийцы взяли и сожгли город, однако в битве замок взят не был.
Позже замок вернулся к норманнам и принадлежал Роджеру де Клеру, 2-му графу Хартфорд. В 1166 году он был захвачен Рисом ап Грифидом, который перестроил его в камне в 1171 году. В 1176 году в замке был проведён первый известный Эйстетвод.
После смерти Риса в 1197 году между сыновьями Майлгуном и Грифидом разразилась борьба за наследство. В результате чего Майлгун сдал Грифида норманнам и продал замок королю Иоанну. Позже замок принадлежал Уильяму Маршалу, 1-му графу Пембрук.
Лливелин Великий захватил Кардиган в 1215 году и на совете в Абердифи в 1216 году передал его сыновьям Грифида ап Риса из Дехейбарта, но в 1223 году Уильям Маршалл, 2-й граф Пембрук, отбил его. В 1231 году Рис Григ с союзниками снова захватил замок для Лливелина. Лливелин держал его до своей смерти в 1240 году, после чего он снова перешёл в руки норманнов. В 1244 году граф Пембрук восстановил замок и возвёл городские стены для дополнительной защиты.
Замок был сильно повреждён во время гражданской войны в Англии в Уэльсе и до XVIII века использовался только как тюрьма.

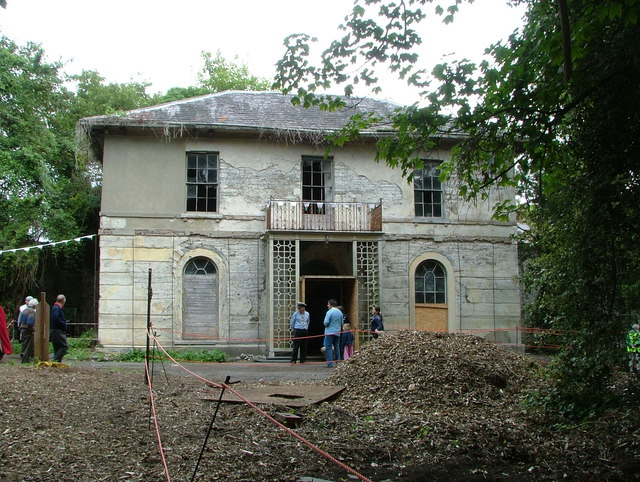
Оранжерея во время реконструкции, 2004 год

Где-то между 1805 и 1808 годами владелец замка Джон Боуэн заказал построить в стенах замка оранжерею.
В 1940 году замок и оранжерея были куплены судоходным магнатом. Его дочь Барбара Вуд и её мать жили в оранжерее, но дом постепенно разрушался. Мисс Вуд занимала замок почти 60 лет, несмотря на попытки местных властей забрать себе замок в 1971 году; в 1984 году бывшая оранжерея была объявлена непригодной для проживания. В 1996 году мисс Вуд наконец переехала в дом престарелых, а в 2001 году выставила замок на продажу. В апреле 2003 года Совет графства Кередигион приобрёл замок и начал масштабные работы по восстановлению оранжереи и укреплению крепостных валов и руин замка. Замок был открыт для публики 15 апреля 2015 года, а уже в июле того же года проведён первый концерт под открытым небом.